# Nyctemera meekiana
Nyctemera meekiana är en fjärilsart som beskrevs av Felix Bryk 1937. Nyctemera meekiana ingår i släktet Nyctemera och familjen björnspinnare. Inga underarter finns listade i Catalogue of Life.